# Paikgachha Upazila
Paikgachha Upazila är ett underdistrikt i Bangladesh. Det ligger i den södra delen av landet, 170 km sydväst om huvudstaden Dhaka.
Trakten runt Paikgachha Upazila består huvudsakligen av våtmarker. Runt Paikgachha Upazila är det tätbefolkat, med 819 invånare per kvadratkilometer.